# Moubray-Piedmont-Gletscher
Der Moubray-Piedmont-Gletscher ist ein Vorlandgletscher an der Borchgrevink-Küste des ostantarktischen Viktorialands. Er nimmt den nördlichen Teil der Moubray Bay ein. Er wird gespeist vom Moubray-Gletscher und weiteren Eisströmen auf der Westseite des südlichen Endes der Adare-Halbinsel.
Teilnehmer der New Zealand Geological Survey Antarctic Expedition (1957–1958) benannten ihn in Anlehnung an die Benennung der gleichnamigen Bucht nach George Henry Moubray (1810–1887), diensthabender Verwalter auf dem Forschungsschiff Terror bei der Antarktisexpedition (1839–1843) unter James Clark Ross’.